# Les Jeunes Loups (série télévisée)
Pour les articles homonymes, voir Les Jeunes Loups.
Les Jeunes Loups est un feuilleton télévisé québécois en vingt épisodes de 43 minutes créé par Réjean Tremblay et sa fille Roxanne Tremblay, réalisé par Jean-Claude Lord , Érik Canuel et François Gingras, diffusé entre le 13 janvier 2014 et le 14 mars 2016 sur le réseau TVA.

## Synopsis
L'histoire se penche sur une bande de jeunes journalistes, telle une sorte de suite de Scoop.

## Distribution

### Équipe du Matin
- Julie Perreault : Claudie St-Laurent
- Luc Picard : Marc Quenneville
- France Castel : Paula Champagne
- Catherine Bérubé : Maripier Renaud
- Pierre-Yves Cardinal (saison 1) : Philippe St-Pierre
- Danny Gilmore (saison 2) : Philippe St-Pierre
- Jacynthe René : Marianne Desbiens
- Mikhail Ahooja : Ali El Fassi
- Émilie Leclerc : Pascale Cirkovic
- Amélie B. Simard : Jessica Esposito
- Sacha Charles : Antoine St-Just
- Aliocha Schneider : Simon Gagné
- Mylène St-Sauveur : Mireille
- Roxan Bourdelais : Nicolas Tremblay
- Tania Kontoyanni : Julie Jodoin

### Autres personnages
- Bobby Beshro : Lieutenant Marceau
- Guy Jodoin : Paul Brassard, premier ministre du Québec
- Sébastien Delorme : Julien Prince

## Fiche technique
- Réalisateurs : Érik Canuel et Jean-Claude Lord
- Production : Josée Vallée (Attraction Images)
- Coproducteur : Réjean Tremblay
- Collaboration à l’écriture : Roxanne Tremblay

## Développement
Initialement destiné à Radio-Canada puis à TQS en 2009, la série de Réjean Tremblay a été retenue par le réseau TVA en 2011.
Le 6 mars 2013, les réalisateurs Érik Canuel et Jean-Claude Lord ont été embauchés.
Parmi la distribution, on retrouve Luc Picard, Julie Perreault France Castel, Catherine Bérubé, Pierre-Yves Cardinal et Guy Jodoin.

## Épisodes

### Première saison (2014)

#### Épisode 1
Claudie St-Laurent et Maripier Renaud rachètent le journal Le Matin ainsi que son portail. Le Matin publie, en une, la photo d'une policière tuée dans un poste de police. La photo du banquier Richard Raymond et de la femme d'un présumé mafioso, Gabriella Fiori, est publié sur Webmatin.

#### Épisode 2
Le Matin est mis en demeure de retirer la photo de Richard Raymond et Gabriella Fiori. La police tente de convaincre Philippe St-Pierre de révéler sa source concernant le chandail du meurtrier de la policière. Marc Quenneville est obsédé par la disparition de la jeune Mohammad.

#### Épisode 3
Philippe St-Pierre tente de savoir la raison qui a poussé le jeune Toussaint à commettre un meurtre. La publication de la photo de Richard Raymond et Gabriella Fiori sur Webmatin dérange. Stefano Bertoni reçoit la confirmation que sa femme lui est infidèle.

#### Épisode 4
Le scoop de Quenneville sur la découverte du corps de la jeune Muhammad rend le lieutenant Marceau furieux. Philippe poursuit ces recherches afin de savoir si la mort de Gabriella Fiori est accidentelle. Le jeune journaliste Simon apprend durement les conséquences de publier des photos dans le journal.

#### Épisode 5
Le journaliste Phillipe St-Pierre tente d'entrer en contact avec madame Picard. Richard Raymond paie pour son aventure avec Gabriella. Trudeau insiste que Marc Quenneville enquête sur la mort de Gabriella Fiori.

#### Épisode 6
Muhammad Aïcha convoque Marc Quenneville. Elle le rencontre près de l'endroit où il a découvert le corps de sa fille. Le blog de Simon Gagné prend de l'ampleur. Que s'est-il passé dans l'appartement d'un joueur étoile de La Flanelle pour qu'une vidéo publiée sur YouTube montre une jeune fille est expulsée d'un appartement en petite tenue.

#### Épisode 7
Stéfano Bertoni tente de convaincre Marc Quenneville de laisser tomber l'histoire de la mort de Gabriella. Le Matin publie les photos des deux joueurs de la sainte flanelle impliqués dans la vidéo de l'agression sur Virginie Mercier. Des détails sur les dépenses du premier ministre Brassard et sa femme intriguent Le Matin. Marc Quenneville et Claudie St-Laurent se rapprochent.

#### Épisode 8
La sainte flanelle tente de démentir les faits de l'agression. Virginie est atterrée par le déroulement des événements. Via un de leurs éditoriaux, Le Progrès dénigre Le Matin. L'équipe du journal refuse de taire l'histoire des finances du premier ministre en retour de contrats de publicités des agences qui les boudent. Simon entreprend une enquête sur des cambriolages de maisons luxueuses. Mme Picard décède.

#### Épisode 9
L'enquête sur la mort de Gabriella est rouverte ce qui déplaît à Marceau. Patrice Picard avoue que Bartoni a payer ces dettes de jeux. Marianne annonce à Pénélopé qu'elle est enceinte, mais elle ne sait pas qui est le père. La guerre entre Le Progrès et Le Matin s'intensifie. Le train de vie de Marceau fait la une du Matin. Richard Raymond remet à Jessica une photo possiblement incriminante du premier ministre Brassard avec Gabriella Fiori-Bartoni à Bora Bora. Virginie se suicide.

#### Épisode 10
L'aventure de Paul Brassard et Gabriella fait la une du Matin, ce qui rend Bartoni furieux et inquiète l'entourage du premier ministre. Marianne annonce à Philippe qu'elle est enceinte et sème un doute dans sa tête. Antoine est traumatisé par le suicide de Virginie et remet sa démission. Marceau est arrêté et des accusations seront portées contre lui. Bartoni est arrêté. Paul Brassard démissionne de son poste de premier ministre. Le Matin retrouve son financement